# Stummes Spiel
Stummes Spiel bezeichnet Passagen im Schauspiel, die ohne gesprochenen Text ausgeführt werden. Oft ist das stumme Spiel in Form von Regieanweisungen vorgeschrieben, manchmal wird es von Musik begleitet. Im Unterschied zur Pantomime muss das stumme Spiel keine eigenständige Kunst sein, sondern gehört zur normalen Schauspielpraxis.

## Geschichte
Dumbshow kommt im englischen Renaissancedrama häufig vor, die bekannteste Stelle ist das Theaterspiel im Theater, das Shakespeares Hamlet (1603) im III. Akt vor seinen Eltern aufführt. Im 18. Jahrhundert ist das stumme Spiel mit der Vorstellung verbunden, dass das Innerste in ihm unverstellt zum Ausdruck komme, im Unterschied zum gesprochenen Text (etwa bei Johann Jakob Engel: Ideen zu einer Mimik 1786). Daher gibt es in zahlreichen Dramen jener Zeit zentrale stumme Passagen, wie etwa im Schlusstableau am Ende des IV. Akts von Kotzebues Menschenhass und Reue (1789).
Eine größere stumme Rolle, wie sie im Melodram des 19. Jahrhunderts üblich war, etwa Yelva in Yelva, die russische Waise, Victorin in Die Waise und der Mörder oder Fenella in Die Stumme von Portici verschafft dem stummen Spiel besondere Aufmerksamkeit. Die Vorstellung, dass dieses Spiel unverstellt sei im Gegensatz zu den Dialogen, ist auch hier von Bedeutung. Im Naturalismus gegen Ende des Jahrhunderts, etwa bei Johannes Schlaf, wurde das realistisch ausgeführte stumme Spiel propagiert.
Durch Vaudeville und Stummfilm als proletarischen Unterhaltungsformen zu Beginn des 20. Jahrhunderts verlor das stumme Spiel auf der Bühne erheblich an Prestige, und auch die modernere Pantomime versuchte sich von ihm zu distanzieren. Das Absurde Theater um 1950 und ähnliche Strömungen, mit denen die gesprochene Sprache hinterfragt wurde, werteten das stumme Spiel allerdings auf. Berühmte Beispiele finden sich etwa in Becketts Warten auf Godot (1953), weitere bedeutende Passagen eines literarisierten stummen Spiels sind bei Eugène Ionesco (Die Nashörner, 1960) oder Thomas Bernhard (Die Macht der Gewohnheit, 1974) anzutreffen. Am Ende des 20. Jahrhunderts, seitdem der Dramentext im Theater nicht mehr absoluten Vorrang hat (was „Performative Wende“ oder ähnlich genannt wird), kommt dem stummen Spiel aus diesem anderen Grunde wieder besondere Bedeutung zu.– Weil Drehbücher im Allgemeinen weniger wortreich sind als Dramentexte, ist das stumme Spiel selbstverständlicher in den Film integriert als ins Theater.